# Chrysactinium wurdackii
Chrysactinium wurdackii là một loài thực vật có hoa trong họ Cúc. Loài này được Zerm. & V.A.Funk mô tả khoa học đầu tiên năm 1997.